# Bette McLaurin
Bette McLaurin (* North Carolina) ist eine US-amerikanische R&B-Sängerin.

## Leben
McLaurin wurde bekannt, als sie 1950 Bandsängerin im Orchester von Claude Hopkins war; der Song Crying My Heart Out Over You erschien auf dem kleinen R&B-Label Big Nickel Records. 1951 machte sie Plattenaufnahmen u. a. mit Lucky Thompson (A Cottage for Sale). Ihre nächste Session, der erste unter eigenem Namen für das Label Derby wurde von Eddie Wilcox arrangiert; es entstanden  I May Hate Myself in the Morning (und der Jazz-Standard I Hear a Rhapsody), was weitere Coverversionen des Songs von Decca, RCA, Mercury und Capitol Records zur Folge hatte. Der Song kam in die nationalen Pop-Charts.
Sie bekam ein Engagement in The Glass Bar in St. Louis und im Regal Theater in Columbus (Ohio); es folgte eine Kanada-Tournee mit den Ink Spots. Auch der folgende Song My Heart Belongs Only to You war in den Pop- und R&B-Charts erfolgreich. Mitte 1952 wurde sie bei Aufnahmen für Derby von der Vokalgruppe The Striders begleitet (I Won't Tell a Soul I Love You). Beim Decca-Sublabel Coral erhielt McLaurin einen Plattenvertrag und trat im New Yorker Apollo Theater auf. 1953 trat sie mit in St. Louis mit Willie Mabon und in Chicago mit Illinois Jacquet auf, 1954 mit Dizzy Gillespie sowie den Komikern Dusty Fletcher und George Kirby in Philadelphia. Ihr ehemaliges Label Derby veröffentlichte auf Central Records einige bislang unveröffentlichte Songs; 1954 wechselte sie zum Label Jubilee, das sie mehr als Pop- denn als R&B-Sängerin vermarkten wollte; dort erschien 1955 der Standard Ol’ Man River und der Song How Can I?. Ihr früherer Manager bei Derby und Coral, June Phil Rose holte sie nun zu seinem eigenen Label Glory Records.
Der veränderte Musikgeschmack in den USA Mitte der 1950er Jahre machte es jedoch schwieriger, weitere Erfolge zu erzielen. Mitte und Ende der 1950er Jahre entstanden nur noch wenige Aufnahmen von McLaurie; sie trat auch nur noch selten auf. Bis Mitte der 60er Jahre entstanden zwar noch weitere Aufnahmen, u. a. für Atco Records (As Long As You're Mine, (I’m Afraid) The Masquerade Is Over, Autumn Leaves und What A Night for Love), sie geriet aber in späteren Jahren in Vergessenheit.

## Diskographische Hinweise
- The Masquerade Is Over (Crystal Ball, ed., 1989)